# Тизек
Тизе́к — посёлок сельского типа в Родинском районе, Алтайский край, Россия. Входит в состав Раздольненского сельсовета.

## География
Посёлок находится на равнинной территории Кулундинской степи, в 4 км к югу от озера Кучукское. Относится к населённым пунктам, находящимся в отдалённых или труднодоступных местностях.
Уличная сеть
В посёлке 2 улицы — Комсомольская, Центральная и переулок Сиреневый.
Расстояние до
- районного центра Родино: 27 км.
- краевого центра Барнаул: 278 км.

Ближайшие населённые пункты
Разумовка 8 км, Байгамут  11 км, Раздольное 12 км, Нижний Кучук 14 км, Екатериновка 16 км, Ананьевка 18 км, Марковка 19 км.
Климат
Климат умеренно континентальный: тёплое лето и морозная зима. Тепло приходит в середине мая, лето заканчивается в конце августа-начале сентября, иногда весь октябрь держится тёплая погода. Самый жаркий месяц ― июль. Годовое количество атмосферных осадков 320 мм. В районе часто дуют ветра юго-западного направления, средняя годовая скорость ветра 4,5 м/сек.. Повышение скорости ветра более 6 м/сек. сопровождаются пыльными бурями, зимой — метелями.

## История
Начало заселения Тизековского переселенческого участка происходило в 1907—1914 годах крестьянами из центральных губерний России. К 1919 году здесь жили 759 человек. В 1928 году в посёлке было 164 двора, где проживали 833 человека, были построены две школы. На 1 января 1942 года численность трудоспособного населения составляла 83 человека.

## Население
| 1926 | 1997 | 1998 | 1999 | 2000 | 2001 | 2002 |
| ---- | ---- | ---- | ---- | ---- | ---- | ---- |
| 833  | ↘289 | ↗303 | ↘297 | ↘273 | ↘254 | ↘245 |
| 2003 | 2004 | 2005 | 2006 | 2007 | 2008 | 2009 |
| →245 | ↘234 | ↗235 | →235 | ↘231 | ↘197 | ↘180 |
| 2010 | 2011 | 2012 | 2013 |      |      |      |
| ↘127 | ↗128 | ↘114 | ↘104 |      |      |      |

## Инфраструктура
Ввиду малочисленности населения, инфраструктура посёлка слабо развита. Работает киноустановка, есть ФАП, сельское отделение почтовой связи. Ближайшая действующая школа находится в селе Разумовка.
Транспорт
Имеется подъездная дорога к посёлку от автодороги Алейск — Кулунда, проходящая через Разумовку.

## Туризм
Посёлок имеет потенциал для развития туристического бизнеса ввиду близости к горько-солёному Кучукскому озеру. Вода озера по своим свойствам близка к воде Мёртвого моря. Минерализация воды в озере колеблется от 216 до 320 г/л (в Мёртвом море — от 280 до 420 г/л).